# Sédoheptulose-1,7-bisphosphate
Le sédoheptulose-1,7-bisphosphate est un composé organophosphoré dérivé du sédoheptulose, un cétose à sept atomes de carbone (heptose), et du sédoheptulose-7-phosphate. C'est un substrat de l'aldolase, et surtout de la sédoheptulose-bisphosphatase dans le cycle de Calvin, où il est converti en sédoheptulose-7-phosphate :
|                                            | + H2O → phosphate + |                           |
| Sédoheptulose-1,7-bisphosphate             |                     | Sédoheptulose-7-phosphate |
| Sédoheptulose-bisphosphatase – EC 3.1.3.37 |                     |                           |